# Пичугино (Курганская область)
Пичугино — село в Варгашинском районе Курганской области. Входит в состав Варгашинского поссовета.

## История
Военсовхоз № 22 «Соколово» был организован в 1920 году решением коллегии Курганского ревкома. В 1923 году совхозу было присвоено имя Томилова. По данным на 1926 год состоял из 21 хозяйства. В административном отношении входил в состав Барашковского сельсовета Курганского района Курганского округа Уральской области. В 1927 году совхоз утверждается опытно-показательным семеноводческим хозяйством. С 1931 года совхоз стал называться Варгашинский семеноводческий совхоз. Решением Курганского облисполкома № 434 от 9 декабря 1963 года Центральная усадьба Варгашинского семсовхоза переименована в село Пичугинов честь героя гражданской войны Д. Е. Пичугина.

## Население
| 1989 | 2002 | 2010 |
| ---- | ---- | ---- |
| 787  | ↗807 | ↘758 |

По данным переписи 1926 года в совхозе проживало 50 человек (28 мужчин и 22 женщины), в том числе: русские составляли 100 % населения.